# Censo demográfico do Brasil de 2022
O XIII Recenseamento Geral do Brasil, mais conhecido como Censo 2022, foi a 13.ª operação censitária realizada em território brasileiro. Ficando a cargo do Instituto Brasileiro de Geografia e Estatística (IBGE), a função de planejar e realizar tal operação, que objetivou retratar a população brasileira, suas características socioeconômicas e ao mesmo tempo servir de base para todo o planejamento público e privado pelos próximos dez anos. A coleta de dados do Censo 2022 começou em 1.º de agosto, contando com um orçamento de 2,29 bilhões de reais e mobilizou mais de 200 mil profissionais contratados exclusivamente para esta operação.
Inicialmente planejado para o ano de 2020, como costume de se realizar a cada dez anos, o censo foi adiado em um ano, impossibilitado de sua realização em razão da pandemia de COVID-19 no Brasil, contudo, a realização em 2021 também acabou não ocorrendo, depois de o Governo Federal cortar a verba destinada à pesquisa em mais de 90%, sendo mais uma vez adiado para o ano seguinte. O corte de verbas para a realização do Censo em 2021, levou o Ministro Marco Aurélio Mello, do Supremo Tribunal Federal (STF), a determinar que o governo deveria realizar o censo ainda naquele ano, afirmando tratar-se de uma política de estado necessária e que por isso, o dinheiro para a sua realização poderia superar o teto de gastos do governo federal; contudo, o IBGE se pronunciou afirmando que não conseguiria mais realizar naquele ano, uma vez que todo o planejamento estabelecido para a sua realização já havia sido desfeito.
Após o STF determinar a obrigação de se garantir a verba para a realização do Censo, o IBGE passou a planejar sua realização em 2022, sendo que já em 2021 iniciou-se a abertura de processos seletivos para a contratação de profissionais necessários. Concluída a etapa de seleção e contratação, os profissionais foram treinados e passaram a realizar testes nos equipamentos. A coleta de informações deveria ter ocorrido durante cinco meses, onde pretendia-se visitar todos os mais de 70 milhões de domicílios do país e entrevistar os mais de 203 milhões de brasileiros nos 5 570 municípios do país.

## Aspectos legais

O IBGE é o órgão responsável pela realização do Censo 2022.

A Lei n.º 8 184, de 10 de Maio de 1991 estabelece a o prazo máximo de dez anos para a realização de censos demográficos, designando o IBGE como o órgão responsável por sua execução.
A realização do Censo 2022, obedeceu à determinação do STF de se realizar o Censo no referido ano, após os sucessivos cancelamentos feitos pelo instituto. Por outro lado, todo brasileiro residente em território nacional é obrigado a responder aos questionários do IBGE conforme sejam visitados pelo recenseador, tal como o disposto na lei n.º 5.534, de 14 de Novembro de 1968:
Toda pessoa natural ou jurídica de direito público ou de direito privado que esteja sob a jurisdição da lei brasileira é obrigada a prestar as informações solicitadas pela Fundação IBGE para a execução do Plano Nacional de Estatística. Lei n.º 5.534, de 14 de Novembro de 1968.
Esta mesma lei trata sobre o sigilo das informações prestadas ao IBGE, indicando que elas tem caráter sigiloso e serão utilizadas unicamente para fins estatísticos, não podendo servir de provas em processos de quaisquer tipo.
Além de subsidiar a tomada de decisão sobre as políticas públicas em nível nacional pelos próximos anos, o resultado do Censo interfere diretamente na representação política de cada unidade da federação em sua representação na Câmara dos Deputados.
O Censo 2022 incluiu questões sobre  pessoas autistas no Brasil, que foram abordadas no questionário da amostra e foi motivo de inquérito pela primeira vez num censo demográfico do país, obedecendo à lei n.º 13 861, de 18 de Julho de 2019. Por outro lado, questões sobre orientação sexual e identidade de gênero ficaram de fora do questionário, não obstante uma liminar da Justiça Federal no Acre, acolhendo um pedido do Ministério Público Federal que decidiu que o IBGE teria que incluir questões sobre o tema contudo, o instituto recorreu, alegando não ter tempo suficiente para adequação do questionário e treinamento dos envolvidos, chegando até a ameaçar de cancelar mais uma vez a operação caso a obrigatoriedade de inclusão de tais demandas continuasse. O argumento do IBGE foi acatado pelo Tribunal Regional Federal da 1.ª Região que desobrigou o instituto a incluir tais questões no Censo.

## Planejamento
O planejamento para a realização Censo 2020 já estava por ocorrer no IBGE em 2018, inicialmente o Instituto calculava em 180 mil o número de recenseadores participantes da operação, além de 25 mil supervisores e dez mil agentes que iriam trabalhar nos de 5 570 municípios do país, a um custo total de 3,4 bilhões de reais.
Um Censo Experimental foi realizado pelo IBGE em 2019, na cidade de Poços de Caldas, Minas Gerais e mesmo com seguidos cortes no orçamento, a cerimônia de lançamento do Censo 2020 ocorreu cerca de um ano antes da data inicialmente planejada para os pesquisadores saírem para trabalho de campo, em agosto de 2019.
Quando a pandemia de Covid-19 chegou ao Brasil e logo atingiu proporções preocupantes, o IBGE começou a verificar a possibilidade de adiamento do Censo 2020, visto que poderia colocar em risco os recenseadores e os moradores que os recebessem. No dia 17 de março de 2020, o IBGE pronunciou-se oficialmente afirmando que estava adiada a realização do Censo 2020 para o ano de 2021.
Novamente o censo continuou no radar do instituto, procurando manter o planejamento para a sua realização em 2021, contudo, o Governo Federal garantiu apenas 53 milhões de reais para a pesquisa, inviabilizando a sua realização, fazendo com que o IBGE desmanchasse o planejamento feito para 2021 e mais uma vez adiasse o Censo em um ano.
Dias depois do cancelamento do Censo 2021, o ministro Marco Aurélio Mello indicou que o órgão seria obrigado a realizar o censo no corrente ano, porém o IBGE precisou se pronunciar indicando que já havia desfeito todo o planejamento para a realização do censo ainda em 2021, sendo que não seria mais possível realizar a tempo, indicando o ano de 2022 para a realização do mesmo. Diante dessa declaração de impossibilidade do IBGE de realizar o Censo em 2021, o Supremo Tribunal Federal reuniu-se para votar se o IBGE deveria realizar em 2021 ou poderia realizar em 2022, sendo que a maioria votou pela realização do Censo em 2022.

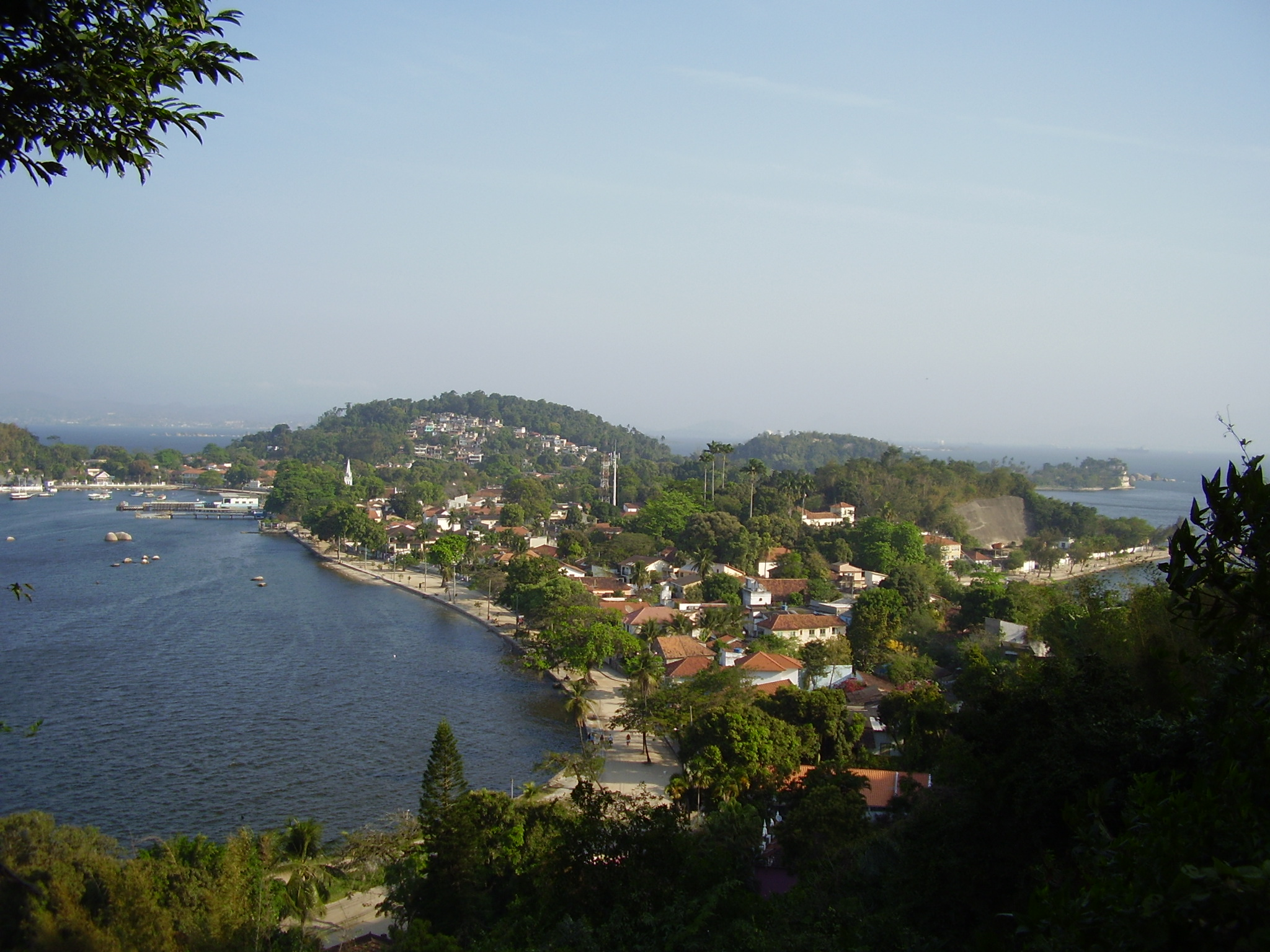
A Ilha de Paquetá, no Rio de Janeiro, foi um dos locais que receberam o Censo Experimental.

O IBGE recomeçou então a se planejar para a realização do censo em 2022, desse modo, já no final de 2021 começaram a ser divulgados os editais dos processos seletivos para a contratação de pessoal necessário para trabalhar no censo. Assim como ocorrido em 2019, o IBGE voltou a realizar operações censitárias experimentais prévias, mas dessa vez, tais operações ocorreram em todas as unidades da federação, após isso, o IBGE realizou uma pesquisa prévia ao censo, intitulada "Pesquisa de Entorno", onde agentes censitários visitaram face por face das quadras urbanas de todo o Brasil, observando e registrando informações sobre a realidade e características de cada logradouro urbano do Brasil.
Em meados de 2022 o IBGE realizou a contratação e treinamento dos mais de 200 mil profissionais, sendo eles 5 450 agentes censitários municipais e 18 420 agentes censitários supervisores, além dos mais de 183 mil recenseadores.
O custo final da operação precisou ser reduzido e ficou orçado em R$ 2 292 907 087, e mesmo com a inflação em alta no Brasil, que acabou por corroer parte do orçamento para o Censo, o Instituto confirmou para o dia 1º de Agosto o início das visitas aos domicílios e coleta de informações previstas.

## Estrutura

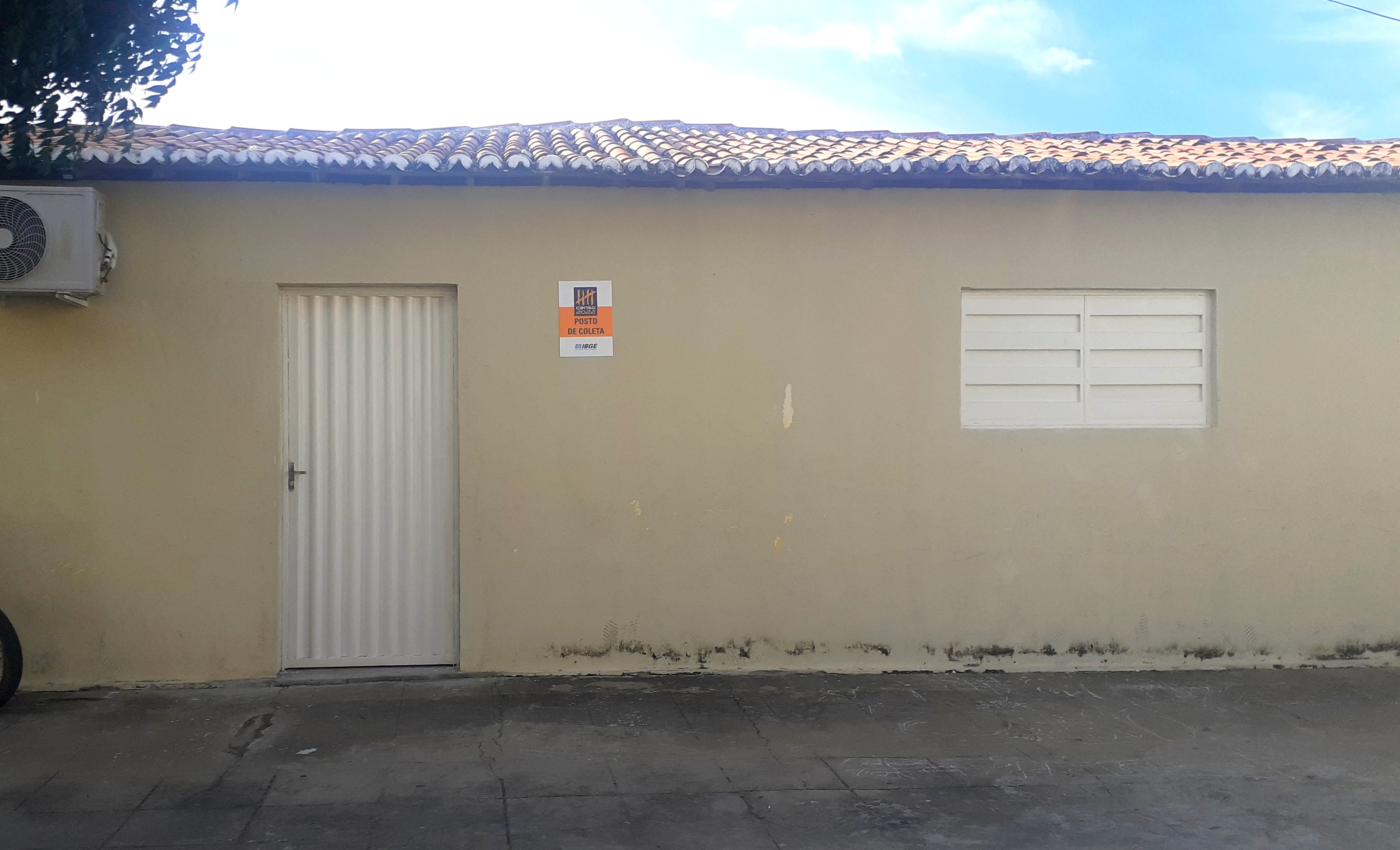
Posto de coleta em Passagem-PB.

Durante o período de planejamento e execução do Censo, o IBGE criou temporariamente alguns locais de apoio à operação censitária, os chamados de Postos de Coleta. Nesses postos a equipe encarregada do gerenciamento e da coleta de dados reuniu-se e planejou o trabalho a ser realizado. Por todo o país, um total de 6 044 Postos de Coleta foram instalados, espalhando-se pela maior parte dos municípios do Brasil.
Para a coleta de dados, foram utilizados cerca de 185 mil equipamentos eletrônicos do tipo Personal digital assistant (PDA). O Instituto também recorreu ao aluguel de veículos e aeronaves para dar suporte à operação, sendo que o uso de aeronaves foi feito sobretudo na Região Norte do Brasil e em áreas de difícil acesso.
Visando facilitar a organização e em busca de atingir os objetivos da operação, o IBGE definiu a estrutura organizacional do Censo Demográfico 2022 baseado em hierarquias, indicando cada uma das funções e definindo os deveres específicos delas:
| Servidores efetivos    | Coordenadores do Censo (Unidades Estaduais do IBGE)                               |
| Servidores efetivos    | Coordenadores de Área (Agências locais do IBGE)                                   |
| Servidores contratados | Coordenadores Censitários de Subárea (CCS) (Postos de coleta nos municípios-sede) |
| Servidores contratados | Agentes Censitários Municipais (ACM) (Postos de coleta nos municípios)            |
| Servidores contratados | Agentes Censitários Supervisores (ACS) (Postos de coleta nos municípios)          |
| Servidores contratados | Recenseadores (Setor censitário do município dos postos de coleta)                |

## Questionários
Dois tipos de questionários foram aplicados no Censo: o questionário básico, com 26 perguntas, que foi aplicado na maior parte dos domicílios; e o questionário da amostra, onde 11% dos domicílios, selecionados aleatoriamente, responderam a 77 questões. Apesar desses números, o censo brasileiro de 2022 foi considerado um dos menores do mundo em total de perguntas.
| Questionário básico           |
| ----------------------------- |
| Identificação do domicílio;   |
| Informações sobre moradores;  |
| Características do domicílio; |
| Identificação étnico-racial;  |
| Registro civil;               |
| Educação;                     |
| Trabalho e rendimento; e      |
| Mortalidade.                  |

| Questionário da amostra           |
| --------------------------------- |
| Identificação do domicílio;       |
| Informações sobre moradores;      |
| Características do domicílio;     |
| Identificação étnico-racial;      |
| Nupcialidade;                     |
| Núcleo familiar;                  |
| Registro civil;                   |
| Fecundidade;                      |
| Religião ou culto;                |
| Pessoas com deficiência;          |
| Migração interna e internacional; |
| Educação;                         |
| Deslocamento para estudo;         |
| Trabalho e rendimento;            |
| Deslocamento para trabalho;       |
| Mortalidade; e                    |
| Autismo.                          |

Em média, o questionário básico foi respondido entre cinco e dez minutos, por sua vez, o questionário da amostra levava de quinze a vinte minutos para ser respondido por completo. Pela primeira vez, o IBGE abriu a possibilidade de que o entrevistado possa responder ao questionário via chamada telefônica ou, caso ele opte, também tinha a possibilidade de responder ao questionário on-line, onde em ambos os casos, o recenseador precisava ser informado da opção do morador no momento de sua visita ao domicílio pesquisado.

### Povos indígenas, quilombolas e refugiados

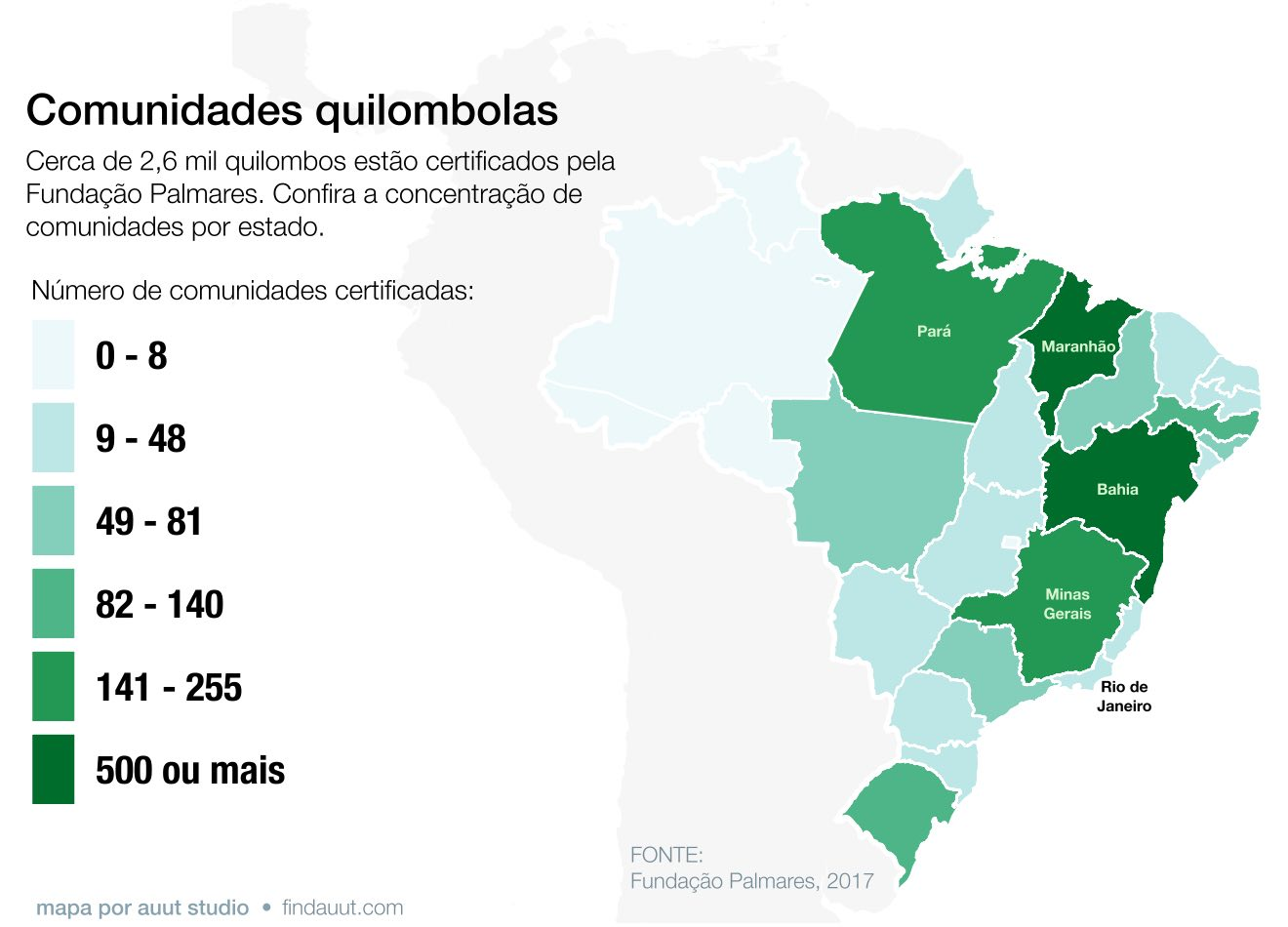
Mapa de terras quilombolas do Brasil.

A realização do Censo 2022 em territórios indígenas envolveu um planejamento um pouco diferente, uma vez que anterior à coleta de dados junto à população, todas as lideranças indígenas foram sendo visitadas, onde na oportunidade responderam a perguntas relacionadas à infraestrutura, o acesso aos recursos naturais, educação, saúde e outros aspectos de sua aldeia ou comunidade, estivessem elas em território demarcado e identificado ou não.
O Censo 2022 também investigou comunidades quilombolas, dentro e fora de territórios reconhecidos, onde esperava-se visitar ao final do Censo um total de 5 972 localidades quilombolas, visando a consolidação de dados e construção de políticas para essas populações.
Além dos indígenas e dos quilombolas, um acordo de cooperação firmado entre o IBGE e o Alto-comissariado das Nações Unidas para os Refugiados (ACNUR) em Agosto de 2022 assegurou a contagem da população refugiada, solicitante da condição de refugiado e apátrida que estavam a viver pelo Brasil, sobretudo a população de refugiados venezuelanos do Amazonas, Pará e Roraima.

## Reações e críticas

### Aos adiamentos

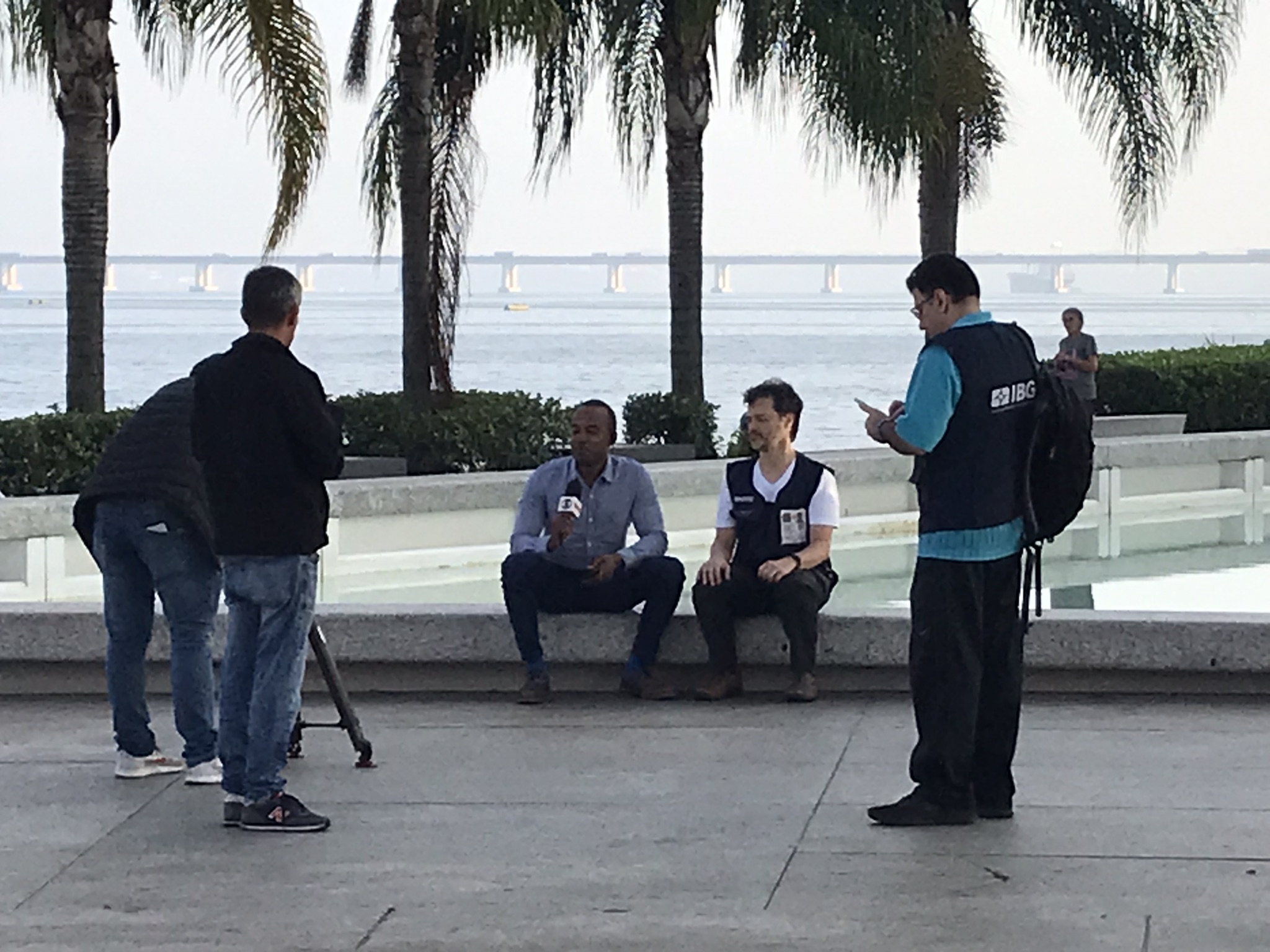
Entrevista sobre o início do Censo 2022 na Rede Globo

O adiamento do recenseamento pela segunda vez seguida gerou grande repercussão negativa por parte da mídia e da população em geral, visto a importância que tal operação censitária possui, fazendo com que o Ministro do Marco Aurélio Mello, determinasse que o IBGE deveria realizar a pesquisa, indicando que ela tratava-se de base para o planejamento nacional e que os gastos de sua realização, poderiam superar o teto de gastos do governo.
Ainda que o Supremo Tribunal Federal tenha determinado a realização do Censo, funcionários do IBGE e setores da população não acreditavam plenamente em sua realização, uma vez que o Governo Federal não havia garantido meios para a sua realização e aparentemente tenha sinalizado postura desfavoráveis à realização da pesquisa.
Alguns órgãos, empresas e meios de comunicação emitiram notas acerca dos sucessivos adiamentos do Censo, tais como:
- Associação Brasileira de Saúde Coletiva — Emitiu carta de repúdio aos sucessivos adiamentos do censo;[45]
- Fundo de População das Nações Unidas — Pediu para que o Brasil realize o Censo o quanto antes;[46]
- Revista Veja — Alertou para o risco de apagão estatístico no Brasil;[47]
- Sindicato Nacional dos Trabalhadores do IBGE — Condenou o corte de gastos mas viu improvável a execução em meio à pandemia.[48]

### Aos resultados parciais

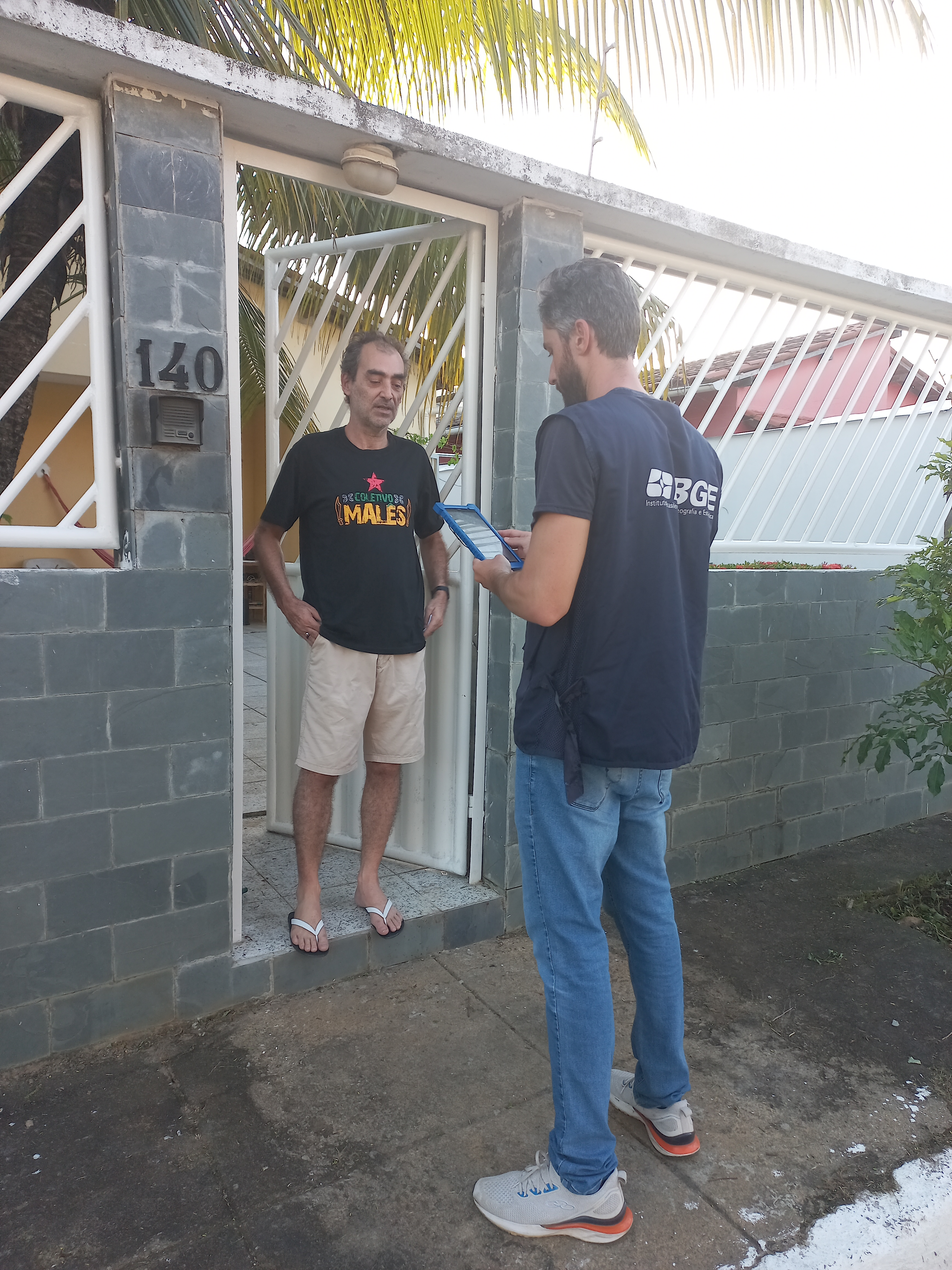
Um recenseador realiza uma entrevista um morador com seu dispositivo móvel de coleta (DMC)

No final do primeiro mês do início da coleta, o IBGE divulgou que havia alcançado um total de 59 616 994 brasileiros entrevistados, número que chegou a 104 445 750 no dia 2 de outubro, indicando naquele momento cerca de 49% do total da população esperada para o país em 2022. Nesse sentido, o Instituto resolveu prorrogar o período de coleta das informações até o final de dezembro, contudo, manteve o compromisso de informar os dados de população do censo até o final do ano.
Em 28 de Dezembro de 2022, o IBGE divulgou uma estimativa prévia do número de habitantes do Brasil a partir de 83,9% da população já recenseada. Segundo o instituto, o país tem atualmente cerca de 207.800.000 habitantes, 7 milhões de pessoas a menos do que os 215.000.000 de habitantes estimados com base no Censo de 2010. Tais informações foram entregues ao Tribunal de Contas de União (TCU) para fins de cálculo do Fundo de Participação dos Municípios (FPM).
Após a divulgação dessa estimativa, vários municípios brasileiros ajuizaram ações na Justiça exigindo recontagem ou esclarecimentos sobre decisões do instituto em relação a pessoas que, segundo os municípios, não teriam sido contabilizadas porque teriam se recusado a responder o questionário por serem adventistas, dentre outras coisas. Além disso, pediram ao IBGE que disponibilizasse ou ampliasse o canal Disque 137 do instituto para zonas rurais, por exemplo.
Segundo uma reportagem da BBC News Brasil, a divulgação dessa estimativa prévia teria sido controversa mesmo entre técnicos do IBGE, que se referiram à metodologia da prévia como que "nunca foi aplicada em lugar nenhum do mundo", com um dos técnicos acrescentando que "estão usando duas metodologias diferentes para tratar entes federados, que são os municípios, de mesmo porte populacional. Então vai ter município que o resultado dele é o Censo e município que o resultado é uma estimativa. Ninguém vai ficar satisfeito e isso vai gerar ações na Justiça". Ex-presidentes do órgão também criticaram tanto o atraso para a realização e a divulgação do Censo por falta de verba pública quanto a metodologia geral (e não só a da estimativa prévia) para o Censo de 2022, devido a eliminação de perguntas no questionário. De acordo com a Confederação Nacional dos Municípios, 702 municípios brasileiros perderiam receitas destinadas pelo FPM se considerada a estimativa prévia do IBGE. Os Estados com mais municípios impactados seriam Bahia (99), Minas Gerais (83) e São Paulo (72).

## Dados finais
O Censo 2022 coletou as coordenadas geográficas de todos os domicílios do país, ao mesmo tempo em que essas informações chegaram em tempo real ao banco de dados do IBGE. Ao longo dos meses e anos seguintes ao término da operação, o IBGE passará a divulgar todas as informações demográficas coletadas, contudo, o órgão pretende divulgar já em 2022 a contagem populacional do Brasil e de suas subdivisões.
No dia 28 de junho de 2023, em evento no Museu do Amanhã, Rio de Janeiro, foram divulgados os primeiros dados oficiais brutos do Censo 2022, com foco nas informações de quantidade de pessoas e quantidade de domicílios, outras tabulações como renda, cor ou raça, religião e autismo serão divulgadas paulatinamente entre 2023 e 2025.
O IBGE lançou o hotsite Panorama do Censo 2022 com os resultados de população, área, densidade e crescimento populacional em nível nacional, estadual, municipal e também concentrações urbanas.
Foram contabilizados 203.080.756 pessoas residentes no Brasil em agosto de 2022, um crescimento de 6,5% (12.306.713) comparado ao último Censo realizado em 2010, a taxa de crescimento anual desses 12 anos foi de 0,52%, a menor taxa já registrada.
Foram registrados e classificados 90,7 milhões de domicílios em todo o território nacional com coordenada geográfica capturada, crescimento expressivo de 34% comparado à última operação censitária, porém não refletiram no aumento populacional, pois foi alavancada pela grande quantidade de domicílios vagos e de uso ocasional. A média de moradores por domicílio foi de 2,79 e a densidade demográfica de 23,86 hab/km².

### Idade
Segundo dados do Censo de 2022, a porcentagem de brasileiros idosos maiores de 65 anos cresceu de 7,4% em 2010 para 10,9% em 2022, a maior proporção desde 1940 (ano em que se iniciam os dados comparáveis com a série atual). Izabel Marri, demógrafa do IBGE, declarou em entrevista que "o Brasil envelheceu muito rápido se a gente comparar com países desenvolvidos", acrescentando que "a França, a Inglaterra demoraram 200 anos para envelhecer, e o Brasil demorou por volta de 40, 60 anos."
O número de centenários no Brasil aumentou em 67% entre 2010 e 2022, passando de 22.700 naquele ano para 37.800 mil neste. Em 2022, Bahia, São Paulo e Minas Gerais eram, nesta ordem, os três Estados brasileiros com maior número de habitantes acima de 100 anos e tinham, respectivamente, 5.336; 5.095 e 4.104 pessoas desta faixa etária.
O envelhecimento acelerado da população brasileira causa questionamentos sobre a sustentabilidade do sistema previdenciário do Brasil, que é financiado coletivamente, e portanto depende essencialmente da manutenção da população economicamente ativa (PEA). Também são apontados como consequências diretas do envelhecimento populacional brasileiro os crescentes custos financeiros para o Sistema Único de Saúde (SUS), como a alta complexidade de cirurgias, o maior uso de remédios e maiores durações de internações para idosos.
De acordo com dados do IBGE, em 2022, Rio Grande do Sul, Rio de Janeiro e Minas Gerais eram, nesta ordem, os Estados brasileiros com o maior número de pessoas acima de 65 anos, as quais correspondiam, respectivamente, a 14,1%; 13,1% e 12,4% da população total de cada um.
Em relação a municípios, o IBGE observou que os de maiores e menores habitantes eram onde a população mais tem mais envelhecido, ao passo que nas cidades com populações intermediárias, o fenômeno tem sido mais lento. Entre os dez municípios com maior índice de envelhecimento em 2022, constam nove do Rio Grande do Sul e um de São Paulo; os três primeiros ocupantes são, respectivamente, Coqueiro Baixo, Santa Tereza e Três Arroios, todos no Rio Grande do Sul e com menos de 5.000 habitantes naquele ano.

### Sexo
De acordo com o Censo, o número de mulheres residentes no Brasil em 2022 era de 104,5 milhões contra 98,5 milhões de homens, correspondendo respectivamente a 51,5% e 48,5% do total da população. Tal fato está relacionado, segundo Izabel Marri, pesquisadora do IBGE, à maior mortalidade dos homens desde bebês até idosos por causas não-naturais, como violência e acidentes.
Todas as regiões do Brasil registraram, em 2022, serem compostas majoritariamente por mulheres. A Unidade Federativa com maior número de mulheres era, naquele ano, o Rio de Janeiro, onde elas representavam 52,8% do total da população do Estado. As outras quatro Unidades Federativas com mais mulheres em relação à respectiva população total eram, nesta ordem, Distrito Federal, Pernambuco, Sergipe e Alagoas.
Em relação a municípios, o IBGE notou que quanto mais populosa era a cidade em 2022, maior era o número de mulheres ali residindo. Municípios com até 5 mil habitantes eram, em média, majoritariamente compostos por homens, da mesma forma que aqueles cujo número de habitantes ficava entre 5 e 10 mil.
Os dez municípios com mais homens do que mulheres eram em 2022, em ordem decrescente: Balbinos, onde havia 443,64 homens para cada 100 mulheres; Lavínia, onde havia 286,63 homens para cada 100 mulheres; seguidos por Pracinha; Iaras; Álvaro de Carvalho; Pacaembu; São Cristóvão do Sul, Florínea; Serra Azul e Marabá Paulista. Todos eles estão situados no Estado de São Paulo, exceto São Ciristóvão do Sul, que se localiza em Santa Catarina. Os casos em que a quantidade de homens supera a de mulheres se deve, em muitas das vezes, a uma grande população carcerária, como é o caso de Balbinos, segundo a pesquisadora do IBGE Izabel Marri.
Os municípios com menos homens (e consequentemente com mais mulheres) eram em 2022, em ordem decrescente: Santos; Salvador; São Caetano do Sul, Niterói; Aracaju; Recife; Olinda; Porto Alegre; Vitória e Águas de São Pedro.

### População quilombola
O Censo de 2022 foi o primeiro a realizar a contagem da população quilombola, foram recenseados 1.327.802 quilombolas, representando 0,65% da população total. Foram localizados 473.970 domicílios ocupados com pelo menos uma pessoa declarada quilombola, espalhados em 1.696 municípios do país. Foram recenseados 494 Territórios Quilombolas oficialmente delimitados no país, que abrigavam 167.202 quilombolas. Assim, apenas 12,6% da população quilombola residia em territórios oficialmente reconhecidos. O Nordeste é a região com maior população quilombola, responsável por 68,19% do total, em seguida vêm o Sudeste com 13,73%, Norte com 12,51%, Centro-Oeste 3,39% e Sul 2,19%. Na Amazônia Legal, o Censo encontrou 426.449 pessoas quilombolas, o que representa 1,6% da população desta região e quase um terço (32,1%) dos quilombolas do país.

### População indígena
O Censo indicou que a população indígena residente no Brasil é de 1.693.535 pessoas em 2022, o que representa 0,83% do total de habitantes. Do total de 630.041 domicílios com pelo menos um morador indígena, 137.256 estavam localizados dentro de Terras Indígenas (21,79%) e 492.785 estavam localizados fora de Terras Indígenas (78,21%). A região Norte concentra 44,48% da população indígena; 31,22% no Nordeste; 11,80% no Centro-Oeste; 7,28% no Sudeste; 5,20% no Sul. O estado do Amazonas é a unidade da federação com o maior número de pessoas declaradas indígenas com 490.854 recenseados.

### Cor ou raça
Em 2022, cerca de 92,1 milhões de pessoas (ou 45,3% da população do país) se declararam pardas. Foi a primeira vez, desde 1991, que esse grupo predominou. Outros 88,2 milhões (43,5%) se declararam brancos, 20,6 milhões (10,2%), pretos, 1,7 milhões (0,8%), indígenas e 850,1 mil (0,4%), amarelas.
A região Norte tinha o maior percentual de pardos (67,2%), a região Sul mostrou a maior proporção de brancos (72,6%) e o Nordeste registrou o maior percentual de pretos na sua população (13,0%). Em 2022, 35,7% dos pardos e 48,0% dos brancos do país estavam no Sudeste. Entre os estados, o maior percentual de pardos foi do Pará (69,9%), a maior proporção de brancos foi do Rio Grande do Sul (78,4%) e o maior percentual de pretos foi da Bahia (22,4%).
A população parda era maioria em 3.245 municípios do país (ou 58,3% do total), enquanto a população indígena era majoritária em 33 municípios e a população preta, em nove.
Entre 2010 e 2022, as populações preta, indígena e parda ganharam participação em todos os recortes etários, enquanto as populações branca e amarela perderam participação. Em 2022, havia predomínio da população parda até os 44 anos de idade; a partir dos 45 anos, a população branca passa a mostrar o maior percentual. População amarela tem a idade mediana mais elevada em 2022 (44 anos), seguida da população branca (37 anos), preta (36 anos), parda (32 anos) e indígena (25 anos). O maior índice de envelhecimento foi o da população amarela (256,5), seguida da preta (108,3), branca (98,0), parda (60,6) e indígena (35,6). A população preta apresentou a maior razão de sexo (103,9 homens para cada 100 mulheres) e foi a única em que número de homens superou o de mulheres. A população amarela tinha a menor razão de sexo entre os cinco grupos de cor ou raça: 89,2 homens para cada cem mulheres.

### Emigração e imigração
Em 2022, ano em que o Censo foi realizado, 19,2 milhões de pessoas viviam fora da sua região de nascimento, das quais 10,4 milhões haviam nascido na Região Nordeste, o que corresponde a 54% do total. Desses, 6,8 milhões vivam na Região Sudeste. Além disso, a Região Nordeste e a Região Sul registraram o maior número de residentes nativos que habitavam sua própria região relativamente às suas respectivas populações.
Apresentaram saldo migratório positivo, em ordem decrescente e em termos absolutos, os estados de Santa Catarina, Goiás, Minas Gerais, Mato Grosso e Paraná. Proporcionalmente à população de cada um, os entes federativos com mais entradas que saídas de pessoas foram, respectivamente, Santa Catarina (4,66%), Mato Grosso (2,84%) e Goiás (2,65%), indicando, no caso do dois últimos, expansão da fronteira agrícola na Região Centro-Oeste. Todos os demais estados brasileiros registraram, proporcionalmente às suas populações, crescimento igual ou inferior a 0,78%, com Distrito Federal (-3,53%), Acre (-2,86%) e Amapá (-2,40%) registrando as maiores perdas populacionais, em proporção. Em termos absolutos, o Rio de Janeiro é o estado com mais emigrantes do Brasil: 165.000 pessoas deixaram o estado, majoritariamente para os estados vizinhos da Região Sudeste, sendo, assim, a primeira vez desde 1991, quando o saldo migratório começou a ser analisado pelos Censos do IBGE e 69.000 pessoas haviam deixado o estado.
Em 2022, pela primeira vez desde 1991, ano em que começou a ser analisado o saldo migratório pelos Censos do IBGE, São Paulo deixou de ser o estado brasileiro com maior saldo migratório. Também em 2022 foi a primeira vez que São Paulo registrou mais pessoas saindo que entrando no estado, desde o início desse tipo de contagem em 1991.
O número de imigrantes estrangeiros vivendo no Brasil cresceu em 2022, pela primeira vez desde 1960. Entre 2010 e 2022, esse número passou de 592.000 a 1.000.000 de pessoas naturais de países estrangeiros habitando o Brasil. As nacionalidades que mais imigraram para o Brasil nesse período foram venezuelanos, haitianos, colombianos, bolivianos e argentinos, como consequência das crises econômicas, institucionais e desastres naturais que atingiam seus respectivos países.

### Saneamento básico
De acordo com o Censo de 2022, o saneamento básico melhorou no país, com 75,7% da população brasileira agora tendo acesso a serviços de coleta de dejetos por rede de esgoto ou fossa séptica. Em 2000, 59,2% da população tinha acesso a esse direito básico. Entre 2010 e 2022, todas as unidades da federação brasileira registraram crescimento na proporção de domicílios atendidos com rede coletora ou fossa séptica, sendo Mato Grosso do Sul a que mais cresceu nesse período (de 37,7% a 72,5% da população atendida). Entretanto, em 2022, 49 milhões de habitantes do Brasil ainda não tinham acesso a rede de esgoto e 4,8 milhões não possuíam acesso à água encanada.

## População por estado
| Posição | Unidade da Federação | População (2010) | População (2022) | Crescimento | % Crescimento | % Crescimento Anual |
| ------- | -------------------- | ---------------- | ---------------- | ----------- | ------------- | ------------------- |
| 1º      | São Paulo            | 41 262 199       | 44 411 238       | 3 149 039   | 7,63          | 0,64                |
| 2º      | Minas Gerais         | 19 597 330       | 20 539 989       | 942 569     | 4,81          | 0,40                |
| 3º      | Rio de Janeiro       | 15 989 929       | 16 055 174       | 65 245      | 0,41          | 0,03                |
| 4º      | Bahia                | 14 016 906       | 14 141 626       | 124 720     | 0,89          | 0,07                |
| 5º      | Paraná               | 10 444 526       | 11 444 380       | 999 854     | 9,57          | 0,80                |
| 6º      | Rio Grande do Sul    | 10 693 929       | 10 882 965       | 189 036     | 1,77          | 0,15                |
| 7º      | Pernambuco           | 8 796 448        | 9 058 931        | 262 483     | 2,98          | 0,25                |
| 8º      | Ceará                | 8 452 381        | 8 794 957        | 342 576     | 4,05          | 0,34                |
| 9º      | Pará                 | 7 581 051        | 8 120 131        | 539 080     | 7,11          | 0,59                |
| 10º     | Santa Catarina       | 6 248 436        | 7 610 361        | 1 361 925   | 21,80         | 1,82                |
| 11º     | Goiás                | 6 003 788        | 7 056 495        | 1 052 707   | 17,53         | 1,46                |
| 12º     | Maranhão             | 6 574 789        | 6 776 699        | 201 910     | 3,07          | 0,26                |
| 13º     | Paraíba              | 3 766 528        | 3 974 687        | 208 159     | 5,51          | 0,46                |
| 14º     | Amazonas             | 3 483 985        | 3 941 613        | 457 628     | 13,14         | 1,09                |
| 15º     | Espírito Santo       | 3 514 952        | 3 833 712        | 318 760     | 9,07          | 0,76                |
| 16º     | Mato Grosso          | 3 035 122        | 3 658 649        | 623 527     | 20,54         | 1,71                |
| 17º     | Rio Grande do Norte  | 3 168 027        | 3 302 729        | 134 702     | 4,25          | 0,35                |
| 18º     | Piauí                | 3 118 360        | 3 271 199        | 152 839     | 4,90          | 0,41                |
| 19º     | Alagoas              | 3 120 494        | 3 127 683        | 7 189       | 0,23          | 0,02                |
| 20º     | Distrito Federal     | 2 570 160        | 2 817 381        | 247 221     | 9,62          | 0,80                |
| 21º     | Mato Grosso do Sul   | 2 449 024        | 2 757 013        | 307 989     | 12,58         | 1,05                |
| 22º     | Sergipe              | 2 068 017        | 2 210 004        | 141 987     | 6,87          | 0,57                |
| 23º     | Rondônia             | 1 562 409        | 1 581 196        | 18 787      | 1,20          | 0,10                |
| 24º     | Tocantins            | 1 383 445        | 1 511 460        | 128 015     | 9,25          | 0,77                |
| 25º     | Acre                 | 733 559          | 830 018          | 96 459      | 13,15         | 1,10                |
| 26º     | Amapá                | 669 526          | 733 759          | 64 233      | 9,59          | 0,80                |
| 27º     | Roraima              | 450 479          | 636 707          | 186 228     | 41,34         | 3,44                |

## População por região
| Posição | Unidade federativa  | População (2010) | População (2022) | Crescimento | % Crescimento |
| ------- | ------------------- | ---------------- | ---------------- | ----------- | ------------- |
| 1º      | Região Sudeste      | 80 364 410       | 84 840 113       | 4 475 703   | 5,57          |
| 2º      | Região Nordeste     | 53 081 950       | 54 658 515       | 1 576 565   | 2,97          |
| 3º      | Região Sul          | 27 386 891       | 29 937 706       | 2 550 815   | 9,31          |
| 4º      | Região Norte        | 15 864 454       | 17 354 884       | 1 490 430   | 9,39          |
| 5º      | Região Centro-Oeste | 14 058 094       | 16 289 538       | 2 231 444   | 15,87         |
| TOTAL   | Brasil              | 190 755 799      | 203 080 756      | 12 324 957  | 6,46          |

## Consequências

### Redistribuição de vagas parlamentares
De acordo com a Constituição Federal de 1988, "o número total de Deputados, bem como a representação por Estado e pelo Distrito Federal, será estabelecido por lei complementar, proporcionalmente à população, procedendo-se aos ajustes necessários, no ano anterior às eleições, para que nenhuma daquelas unidades da Federação tenha menos de oito ou mais de setenta Deputados." Entretanto, até julho de 2023 uma nova redistribuição de vagas para deputados da Câmara dos Deputados não havia sido feita, o que não ocorre desde 1993.
Após o Censo demográfico de 2022, alguns estados perderam população e portanto, teoricamente, cadeiras na Câmara Federal, para a qual é assegurado o mínimo de 8 e o máximo de 70 deputados por unidade da federação. Uma estimativa feita pelo Diap (Departamento Intersindical de Assessoria Parlamentar) a pedido do jornal Folha de S.Paulo alcançou a seguinte redistribuição de assentos de deputados por estado: SC (+4), PA (+4), AM (+2), MG (+1), CE (+1), GO (+1), MT (+1), RJ (-4), BA (-2), RS (-2), PI (-2), PB (-2), PE (-1), AL (-1). Os demais estados manteriam seu respectivo número de deputados atual. Assembleias estaduais também seriam impactadas, uma vez que estas seguem as regras de proporcionalidades estabelecidas pela Câmara dos Deputados.
Em agosto de 2023 o Supremo Tribunal Federal concluiu o julgamento de uma ação ajuizada pelo Pará em 2014 que pedia um novo cálculo de vagas parlamentares a que o estado teria direito no Congresso Nacional, especificamente na Câmara dos Deputados. A corte julgou que parlamentares poderiam não ter interesse em mudar o cálculo de acordo com o novo Censo do IBGE de 2022, uma vez que eles poderiam perder seus próprios assentos no legislativo; dessa forma, determinou que o Congresso Nacional elabore uma lei até junho de 2025 estabelecendo uma nova redistribuição de vagas para a Câmara federal e, caso isso não ocorra, caberá ao Tribunal Superior Eleitoral determiná-la.